# Trisha Fallon
Trisha Fallon, född den 23 juli 1972 i Geelong, Australien, är en australisk basketspelare som tog tog OS-silver 2004 i Aten. Detta var andra gången i rad Australien tog silver vid de olympiska baskettävlingarna. Fallon var även med på hemmaplan i Sydney tog OS-silver 2000 och OS-brons 1996 i Atlanta.